# Open Return Ticket
Bei Open Return Tickets handelt es sich um Flugtickets, bei denen der Rückflug offen gelassen und nicht fest eingebucht wird. Bei einem solchen Ticket kann dennoch aus technischen Gründen ein fiktives Rückflugdatum als vorläufiger Platzhalter stehen, was in diesem Fall ignoriert werden kann, da keine Flugnummer genannt wird.

## Anbieter
Tickets dieser Art sind bei Linienfluggesellschaften und spezialisierten Reisebüros buchbar. Der Hin- und der Rückflug werden zum Zeitpunkt des Ticketkaufs bezahlt, mit der Garantie, dass der Reisende zu den mit dem Erwerb des Tickets vereinbarten Konditionen von seinem Reisezielort zurück in seine Heimat befördert wird. Das bedeutet, dass die gleiche Tarifklasse auf dem Rückflug frei sein muss.
Das Datum des Rückfluges muss mit dem Aussteller des Tickets (meist Reisebüro, Reiseveranstalter oder bei den Airlines) vereinbart werden. In der Regel kann bei einem Open Return Ticket das Datum geändert werden, manche Fluggesellschaften erlauben auch das Ändern des Rückflugortes im gleichen Land wie beim Hinflug.

## Gültigkeit
Die Gültigkeit der Open Return Tickets hängt von den Verträgen der Anbieter dieser Tickets und den Airlines selbst ab. Derzeit gibt es Tickets von 3- bis zu 20-monatiger Gültigkeit. Außerdem begrenzen die Fluggesellschaften diese Tickets gerne auf ein bestimmtes Alter. Kernzielgruppe sind die 18- bis 35-Jährigen.

## Abgrenzung
Sobald im persönlichen Flugplan oder auf der Bestätigung/Rechnung ein Rückflugdatum mit Flugnummer und Flugzeiten ausgewiesen wird, handelt es sich um einen fest gebuchten Rückflug und kein Open Return. Dieses Ticket muss vor dem fest gebuchten Rückflug umgebucht werden, da das Rückflugticket in diesem Fall verfällt. Je nach gebuchtem Flugtarif kann es bei der Umbuchung zu Kosten kommen.